# Mao-Nessira
Mao-Nessira est une commune rurale située dans le département de Gao de la province du Ziro dans la région du Centre-Ouest au Burkina Faso.

## Géographie
La commune, qui est la plus importante du département, est traversée par la route nationale 13.

## Éducation et santé
Mao-Nessira accueille un centre de santé et de promotion sociale (CSPS).